# Conflicto socioambiental por el megapuerto exterior de San Antonio
El conflicto socioambiental por el megapuerto exterior de San Antonio, hace referencia a uno de los conflictos ambientales de Chile, el cual tiene lugar en la comuna de San Antonio, Región de Valparaíso.
Este conflicto gira en torno a la expansión del Puerto de San Antonio mediante el proyecto “Puerto Exterior San Antonio”, ingresado al Sistema de Evaluación de Impacto Ambiental en abril de 2020 por la Empresa Portuaria de San Antonio (EPSA). El objetivo del proyecto es aumentar la capacidad de carga de la zona central de Chile con la construcción de dos nuevos terminales portuarios, lo que permitiría movilizar una carga total de hasta 6 millones de contenedores anuales. Sin embargo, esta iniciativa afecta directamente al sistema de lagunas de Llolleo, conocido como Ojos de Mar, un humedal de gran valor ecológico y cultural, que alberga diversas especies de flora y fauna y tiene una relevancia especial para la cosmovisión mapuche-lafkenche.Pese a su importancia, el proyecto amenaza con alterar gravemente el ecosistema y el patrimonio cultural de la zona.
En 2019, un plebiscito ciudadano organizado por la Municipalidad de San Antonio mostró que un 97% de los votantes (más de 19.000 personas) optaron por preservar el humedal. En respuesta a la presión comunitaria, liderada por la Fundación Ojos de Mar, la Municipalidad presentó en 2021 una solicitud para proteger el humedal bajo la Ley 21.202. Luego del rechazo de la solicitud y un largo proceso de judicialización liderado por la comunidad local, en abril de 2024 el Ministerio del Medio Ambiente reconoce oficialmente a los Ojos de Mar como Humedal Urbano, otorgando protección a 18,4 hectáreas del sistema de lagunas. A pesar de este avance, persiste la preocupación por los impactos del proyecto Puerto Exterior en la localidad, el cual continúa en evaluación ambiental hasta la fecha y cuya aprobación es de interés nacional para aumentar la competitividad del comercio exterior chileno.

## Patrimonio natural afectado
El proyecto portuario impacta directamente al sistema humedal de la desembocadura del río Maipo, el cual está compuesto por el estuario del mismo nombre, el estero El Sauce, las lagunas de Llolleo (humedal Ojos de Mar), la vegetación ribereña y palustre, y las formaciones de dunas y playa arenosa que se extienden al norte y al sur del río Maipo (abarcando a la Playa de Llolleo y Playa Marbella, respectivamente).
Este espacio estuarino alberga una valiosa diversidad de flora y fauna, destacando la abundante presencia de aves acuáticas.En ambas riberas se forman planos lodosos intermareales que constituyen importantes áreas de alimentación para aves playeras, donde anualmente se congregan miles de aves migratorias. Además, las playas y dunas son fundamentales para el descanso y la reproducción de especies residentes.
El sistema humedal de la desembocadura del río Maipo cuenta con un registro histórico de más de 190 especies de aves en eBirdy el 2010 fue reconocido como un Área importante para la conservación de las aves por BirdLife International, debido a que sostiene más del 1% de la población biogeográfica del zarapito común (Numenius phaeopus), la gaviota garuma (Larus modestus), la gaviota de Franklin (Larus pipixcan) y el gaviotín elegante (Thalasseus elegans).Desde 2015, también es considerado un sitio de importancia regional por la Red Hemisférica de Reservas para Aves Playeras, por albergar más del 1% de las poblaciones biogeográficas del zarapito común (Numenius phaeopus) y el pilpilén común (Haematopus palliatus). Además, forma parte de los sitios prioritarios identificados en la Estrategia de Conservación de las Aves Playeras de la Ruta Migratoria del Pacífico de las Américas.
Una parte significativa de la ribera sur del humedal está protegida a través del Santuario de la Naturaleza Humedal Río Maipo, declarado como tal en 2020 por el Ministerio del Medio Ambiente.Por su parte, en la ribera norte, en el 2024 el mismo organismo reconoció al Sistema de Lagunas de Llolleo "Ojos de Mar" como Humedal Urbano.

## Patrimonio cultural afectado

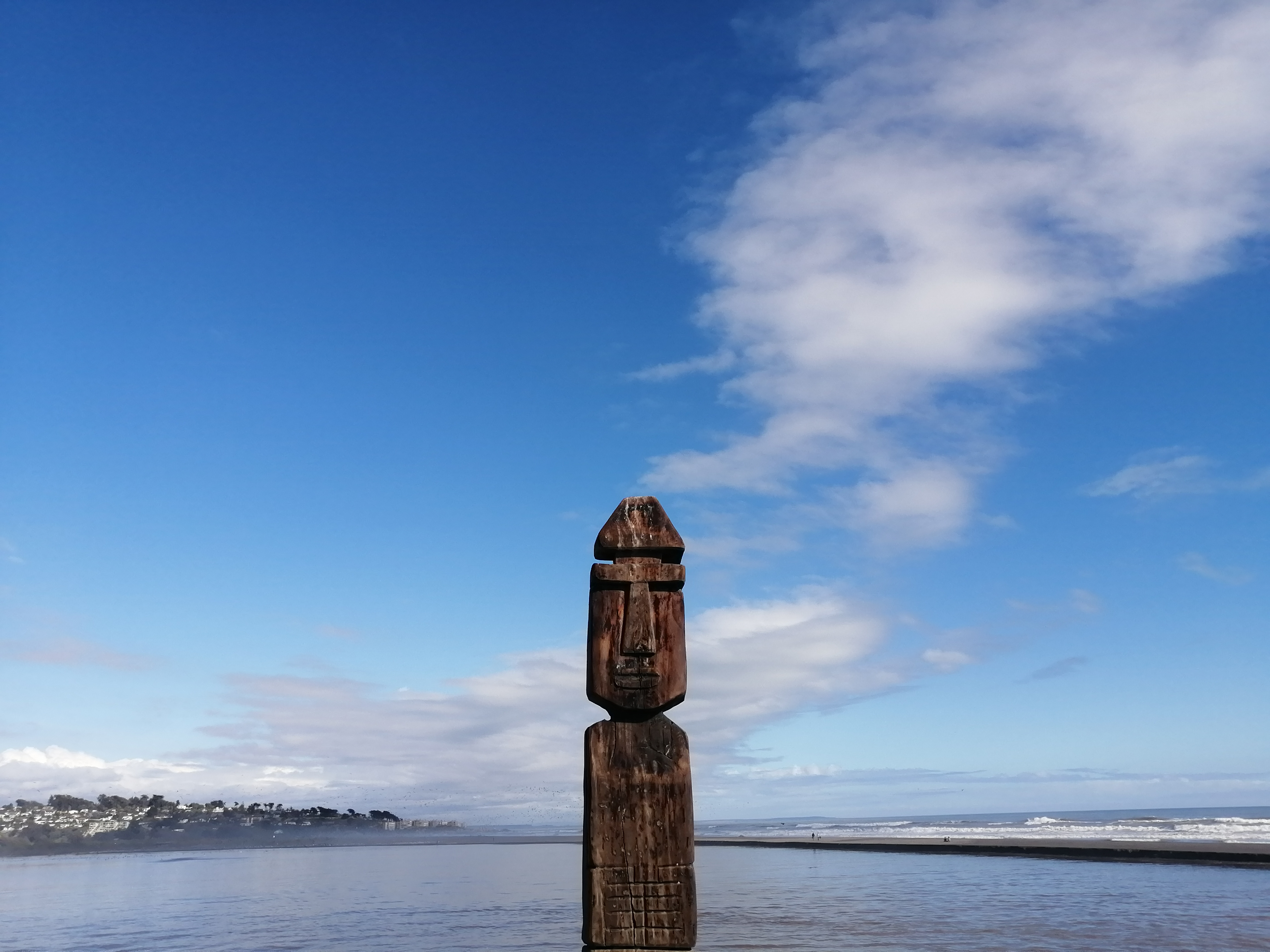
Chemamüll ubicado en la ribera norte de la desembocadura del Río Maipo. Es una estatua representativa del conflicto socioambiental por la posible expansión del puerto de San Antonio. Fue instalada por la comunidad Mapuche Lafkenche de la comuna (Asociación Calaucán), como figura protectora del ecosistema de la desembocadura del Río Maipo y del Humedal Ojos de Mar.

Al importante valor ecológico del humedal Ojos de Mar y la desembocadura del río Maipo, se suma su relevancia cultural para los pueblos indígenas, los cuales sitúan diversas ceremonias y celebraciones en este sistema humedal. Tal es el caso de la asociación Calaucán, una organización mapuche-lafkenche que se dedica a la reivindicación y revitalización de la cosmovisión lafkenche en este territorio amenazado.
Este lugar también tiene un alto valor arqueológico debido a la antigua presencia de los pueblos Bato, Llolleo y Aconcagua.
En la ribera norte del río Maipo se encuentra la Caleta de Pescadores Boca del Río Maipo, la más antigua de la comuna de San Antonio. Este sitio se destaca por ser uno de los pocos lugares en la costa de Chile donde aún se practica el arte de pesca chinchorro y el remiendo de redes, tradiciones que se remontan a la cultura Aconcagua (900-1470 dC) y culturas anteriores, con una antigüedad de aproximadamente 7.000 años. El 25 de septiembre de 2024, el Concejo Municipal de San Antonio aprobó por unanimidad la Declaratoria de Patrimonio Cultural Inmaterial Comunal para la Pesca Chinchorro y sus Artes en la Boca del Río Maipo, marcando un paso importante para resguardar y difundir de esta importante tradición.

## Principales hitos
El proyecto Puerto Exterior de la Empresa Portuaria de San Antonio (EPSA) ingresó al Sistema de Evaluación de Impacto Ambiental (SEIA) en abril de 2020.Ese mismo año, diversas organizaciones, académicos y actores locales solicitaron el término anticipado del procedimiento, argumentando que el estudio de impacto ambiental presentado por la empresa no cumplía con los estándares mínimos y carecía de información esencial para una evaluación ambiental completa.Sin embargo, el Servicio de Evaluación Ambiental (SEA) no acogió esta solicitud.
En enero de 2021, el proyecto recibió más de 3.000 observaciones durante el primer proceso de Participación Ciudadana (PAC), convirtiéndose en uno de los proyectos de inversión con más solicitudes de aclaración, rectificación y ampliación de antecedentes en Chile. Un segundo proceso de participación ciudadana, finalizado en enero de 2023, arrojó más de 2.000 observaciones adicionales.
Hasta la fecha, la empresa ha presentado dos informes con modificaciones, y en abril de 2023 el SEA de la Región de Valparaíso acogió la solicitud de EPSA para extender el plazo de evaluación hasta diciembre de 2024, permitiendo a la empresa responder a cerca de 1.000 observaciones y consultas realizadas por organismos del estado y el mismo SEA.
Paralelamente, en enero de 2021, bajo la presión de la acción comunitaria, la Municipalidad de San Antonio solicitó el reconocimiento del humedal Ojos de Mar como Humedal Urbano bajo la Ley 21.202, buscando proteger 47,1 hectáreas que incluían las tres lagunas, dunas y la Playa de Llolleo. Sin embargo, en septiembre de ese año, el Ministerio del Medio Ambiente rechazó la solicitud, argumentando que los municipios no tienen competencia en propiedad de infraestructura portuaria, dado que el humedal se encuentra en terrenos de EPSA. En noviembre, tanto la comunidad organizada como la Municipalidad de San Antonio presentaron recursos de reclamación ante el Segundo Tribunal Ambiental, lo que llevó a la integración de EPSA en el proceso. En enero de 2022, el Tribunal dictó medidas cautelares para prohibir cualquier intervención en las lagunas de Llolleo y, en julio, las partes acordaron suspender las audiencias para iniciar un proceso de conciliación. Este proceso, que incluyó reuniones y una visita en terreno, finalizó en noviembre de 2023 con un acuerdo histórico, siendo la primera vez que se aprobaba una conciliación en este tipo de casos. El acuerdo contempló el reconocimiento del humedal, la creación de un comité de gestión y el compromiso de EPSA para financiar estudios y apoyar acciones de conservación del ecosistema. Además, el Ministerio del Medio Ambiente revocó la resolución inicial y programó un nuevo análisis técnico para el reconocimiento del humedal.
Finalmente, el 26 de abril de 2024, el humedal Ojos de Mar fue oficialmente declarado Humedal Urbano por el Ministerio del Medio Ambiente, protegiendo una superficie aproximada de 18,4 hectáreas. A pesar de este avance, la comunidad local sigue preocupada por los impactos del proyecto Puerto Exterior, que continúa en evaluación ambiental y cuyo desarrollo es considerado de interés nacional para aumentar la competitividad del comercio exterior chileno.